# Рисовая лягушка
Рисовая лягушка (лат. Fejervarya limnocharis) — вид земноводных из рода семейства Dicroglossidae.
Общая длина достигает 3,9—5 см. Наблюдается половой диморфизм — самки крупнее самцов. Голова среднего размера. Туловище широкое. Конечности мощные. Пальцы полуперепончатые. Имеется своеобразная бахрома на 5-м пальце. Присутствует небольшой внешний пяточный бугор. Верхняя сторона тела оливково-зелёная или оливково-бурая, пятнистый рисунок травянисто-зелёный или тёмно-бурый. Полоса, проходящая по средней линии спины, бывает то узкой и жёлтой или травянисто-зеленой, то широкой и оранжевой, иногда она вовсе отсутствует. Нижняя сторона белая, губы в тёмно-бурых пятнах. Имеется тёмное пятно ниже глаз в виде буквы «V».
Любит открытые ландшафты, побережье рек, прудов, озёр, морей. Встречается на высоте до 2000 метров над уровнем моря. Активна ночью. Популяция этих лягушек представлена двумя возрастными группами: сеголетками (18—32 мм) и взрослыми (более 34 мм).
Этот вид характеризуется быстрым ростом и ранним наступлением половой зрелости — на 1-м году. Основная часть популяции обновляется через год, поскольку лягушки старше одного года составляют менее 2 % популяции. Размножение происходит к периоду дождей — с мая по август. Отличается очень высокой плодовитостью — самка откладывает до 1200 яиц за один раз. За сезон бывает до 10 таких кладок. Икринки размером с просяное зерно образуют овальные комки. Головастики вылупляются через 48 часов.
Вид распространён от Пакистана до Вьетнама, а также в Японии, Индонезии, на Тайване и Филиппинах. Иногда встречается на острове Шри-Ланка и в Бутане. Завезён на остров Гуам.